# Европско првенство у рагбију 15 2025.
Европско првенство у рагбију 15 2025. (службени назив: 2025 Rugby Europe Championship) било је 54. издање овог такмичења.
Рагбисти Грузије су освојили прво место, пошто су у финалу победили селекцију Шпаније.

## Групна фаза такмичења
Група А
- Грузија - Швајцарска 110-0
- Шпанија - Холандија 53-24
- Грузија - Холандија 40-7
- Швајцарска - Шпанија 13-43
- Холандија - Швајцарска 73-0
- Шпанија - Грузија 32-62

|   | Селекција  | ИГ | Д | Н | И | ПД  | ПП  | ПР   | ББ | Б  |  |
| - | ---------- | -- | - | - | - | --- | --- | ---- | -- | -- |  |
| 1 | Грузија    | 3  | 3 | 0 | 0 | 212 | 39  | +173 | 3  | 15 |  |
| 2 | Шпанија    | 3  | 2 | 0 | 1 | 128 | 99  | +29  | 2  | 10 |  |
| 3 | Холандија  | 3  | 1 | 0 | 2 | 104 | 93  | +11  | 1  | 5  |  |
| 4 | Швајцарска | 3  | 0 | 0 | 3 | 13  | 226 | -213 | 0  | 0  |  |

Група Б
- Румунија - Немачка 48-10
- Португал - Белгија 40-30
- Белгија - Румунија 14-31
- Португал - Немачка 56-14
- Румунија - Португал 6-34
- Немачка - Белгија 19-39

|   | Селекција | ИГ | Д | Н | И | ПД  | ПП  | ПР   | ББ | Б  |  |
| - | --------- | -- | - | - | - | --- | --- | ---- | -- | -- |  |
| 1 | Португал  | 3  | 3 | 0 | 0 | 130 | 50  | +80  | 3  | 15 |  |
| 2 | Румунија  | 3  | 2 | 0 | 1 | 85  | 58  | +27  | 1  | 9  |  |
| 3 | Белгија   | 3  | 1 | 0 | 2 | 83  | 90  | -7   | 0  | 4  |  |
| 4 | Немачка   | 3  | 0 | 0 | 3 | 43  | 143 | -100 | 0  | 0  |  |

## Доигравање
Утакмице за пласман од петог до осмог места
- Холандија - Немачка 38-9
- Белгија - Швајцарска 38-5
- Немачка - Швајцарска 17-20
- Холандија - Белгија 10-31

Полуфинале
- Португал - Шпанија 31-42
- Грузија - Румунија 43-5

Утакмица за треће место
- Португал - Румунија 7-21

Финале
- Грузија - Шпанија 46-28

| Победник Европског првенства у рагбију 15 2025. |
| ----------------------------------------------- |
| Грузија 17. евро титула                         |

## Статистика рагбиста и награде
Највише поена
- Гонзало Лопез Бонтемпо 69 поена, Шпанија

Највише есеја
- Ака Табудадзе 9 есеја, Грузија

Најбољи рагбиста турнира
- Гонзало Лопез Бонтемпо, Шпанија

Дрим тим Европског првенства 2025
Скрам
- Ника Абуладзе, Грузија
- Вано Каркадзе, Грузија
- Дијего Хасе Ферејира, Португал
- Којен Блумен, Холандија
- Андреј Маху, Румунија
- Жан Морис Декубер, Белгија
- Лукаш Мартинс, Португал
- Рафајел Нијето, Шпанија

Линија
- Васил Лобзанидзе, Грузија
- Давит Нинијашвили, Грузија
- Гонзало Лопез Бонтемпо, Шпанија
- Мартинијан Сијан Гарсија, Шпанија
- Џереми Тоја, Швајцарска
- Ака Табудадзе, Грузија
- Маријус Симинуеску, Румунија

## Извори и референце
1. ↑  https://www.rugbyeurope.eu/competitions/rugby-europe-men-s-championship-2025
2. ↑  https://www.rugbyeurope.eu/news/2025-rugby-europe-championship-calendar-confirmed
3. ↑  https://www.rugbyeurope.eu/news/team-of-the-men-s-rugby-europe-championship-2025